# Schöneicho
Schöneicho ist ein Ortsteil der Stadt Jessen (Elster) im Landkreis Wittenberg des Landes Sachsen-Anhalt.

## Lage und Erreichbarkeit
Schöneicho liegt ca. 7 km südwestlich der Stadt Jessen und ist über die L 114 und den Jessener Ortsteil Grabo mit ihr verbunden.

## Geschichte

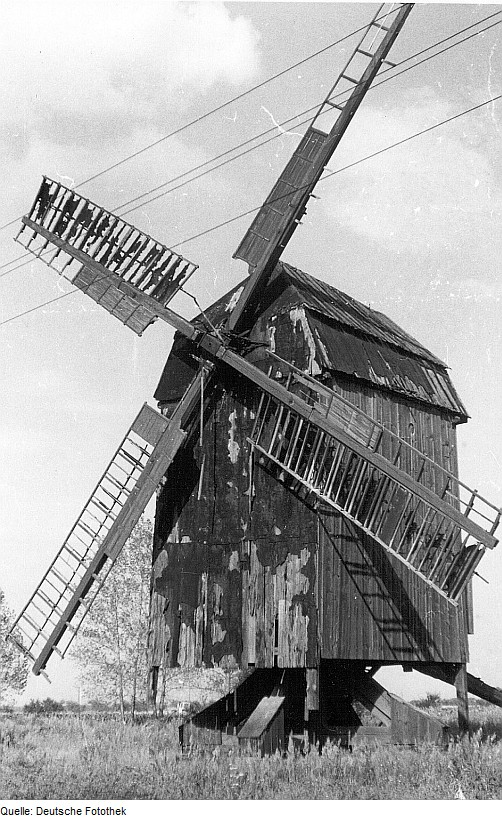
Historische Bockwindmühle in Schöneicho

Als Angerdorf, vermutlich Ende des 12. Jahrhunderts von flämischen Siedlern gegründet, wurde Schöneicho erstmals 1339 in Urkunden erwähnt. Während der Ort im Laufe der Jahrhunderte mehrfach in wechselnden Schreibweisen erwähnt wurde (Schoneke, Schoneiche, Schöneich) etablierte sich die heutige Schreibweise Schöneicho im Jahre 1833. Allen Schreibweisen liegt vermutlich der Umstand zu Grunde, dass in früheren Zeiten Schöne Eichen rund um den Ort standen.
Eine Kirche in Schöneicho ist u. a. für das 16. Jh. belegt. Zwischen 1858 und 1859 wurde in Schöneicho eine neue Orgel angeschafft.
Der heute erhaltene Kirchbau stammt von 1902 und erhielt im selben Jahr eine neue, zweimanualige Orgel mit zehn Registern von Wilhelm Rühlmann, die 2006 restauriert wurde.
Der Ort litt unter anderem in den Jahren 1771 und 1890 wegen Dammbrüchen in den umliegenden Gemeinden Kleindröben, Gehmen und Dautzschen unter starken Überschwemmungen.